# Cymbidium madidum
Cymbidium madidum Lindl., 1840 è una pianta della famiglia delle Orchidacee endemica dell'Australia.

## Descrizione
È un'orchidea di grandi, spesso gigantesche dimensioni, con crescita epifita sulla corteccia degli alberi ed occasionalmente terricola (geofita). C. madidum presenta pseudobulbi di forma da ovoidale a conica, che portano fino a 10 foglie coriacee, di forma lineare, ad apice acuto.
La fioritura avviene dalla fine dell'inverno a tutta l'estate, mediante un'infiorescenza basale, racemosa, lunga fino a da 30 a 60 centimetri arcuata e spesso ricadente, portante da pochi a molti fiori. Questi sono di piccole dimensioni, da 2 a 3 centimetri, leggermente profumati, di colore variabile dal verde al giallo e presentano sepali ovato ellittici più grandi dei petali e labello  trilobato a lobi rialzati.

## Distribuzione e habitat
C. madidum cresce in Australia orientale, e più precisamente nel Queensland e nel Nuovo Galles del Sud.
Il suo habitat sono le foreste pluviali, ad altitudini comprese tra il livello del mare e 1300 metri di quota.

## Sinonimi
Cymbidium madidum f. purpurascens Makino, 1902

Cymbidium oreophilum Hayata, 1914

Cymbidium purpureohiemale Hayata, 1914

Cymbidium linearisepalum Yamam., 1930

Cymbidium linearisepalum f. atrovirens Yamam., 1930

Cymbidium linearisepalum f. atropurpureum Yamam., 1932

Cymbidium linearisepalum var. atropurpureum (Yamam.) Masam., 1933

Cymbidium linearisepalum var. atrovirens (Yamam.) Masam., 1933

Cymbidium tosyaense Masam., 1935

Cymbidium linearisepalum var. atrovirens (Yamam.) Masam., 1933

Cymbidium sinomadidum var. atropurpureum T.C.Yen, 1964

Cymbidium madidum var. purpureohiemale (Hayata) S.S.Ying, 1977

Cymbidium nigrovenium Z.J.Liu & J.N.Zhang, 1998

## Coltivazione
Questa specie è meglio coltivata in vasi contenenti terriccio fertile, a mezz'ombra , con temperature calde e buona umidità durante la fioritura, finita la quale conviene rinfrescare la temperatura e sospendere le irrigazioni.